# Kristiina Tammimies
Marie Kristiina Tammimies, född 30 mars 1983, är en finsk forskare och genetiker. 
Tammimies är forskargruppsledare på Karolinska Institutet och studerar de genetiska faktorerna bakom autism och andra diagnoser inom autismspektrumtillstånd, AST. Tammimies forskning handlar om att förstå hur genetiska faktorer bidrar till uppkomsten av neuropsykiatriska funktionsnedsättningar (NPF) och hur dessa faktorer översätter till biologiska nätverk som påverkar hjärnans utveckling. En av hennes mest framstående studier heter Molecular Diagnostic Yield of Chromosomal Microarray Analysis and Whole-Exome Sequencing in Children With Autism Spectrum Disorder. Kristiina Tammimies är förstaförfattare till denna studie om genetiska faktorer bakom autism. 

## Biografi
Tammimies har en magisterexamen från 2007 i biologi med inriktning på genetik vid Uleåborgs universitet samt en fil. dr i medicinsk vetenskap från Karolinska Institutet. Hennes postdoktorala studier mellan 2012 och 2014 gjorde hon vid The Centre of Applied Genomics The Hospital for Sick Children i Toronto. 
Tammimies har blivit belönad med flera akademiska priser och utmärkelser. År 2014 mottog hon University of Toronto McLaughlin Centre Training Award. 2015 mottog hon Ingvar Carlssons Award och året efter det L’Oréal-Unesco For Women in Science-priset i Sverige med stöd av Sveriges unga akademi. År 2017 belönades hon även med pris för utomordentliga unga forskare från Harald och Greta Jeanssons Stiftelse.  Hon tilldelades då ett forskningsanslag på 500 000 kr och ett personligt pris på 50 000 kr för sitt arbete om genetiska faktorer bakom neuropsykiatriska funktionsnedsättningar. 
Tammimies är i dag forskarassistent vid enheten för Neuropsykiatri vid Institutionen för Kvinnors och Barns Hälsa (KBH) vid Karolinska institutet i Stockholm, Sverige.

## Priser och utmärkelser
- University of Toronto McLaughlin Centre Training Award (2014)[3]
- Ingvar Carlssons Award (2015)[3]
- L'Oréal-Unesco For Women in Science-priset (2016)[3]
- Pris för utomordentliga unga forskare, Harald och Greta Jeanssons Stiftelse (2017)[3]